# Taira no Atsumori

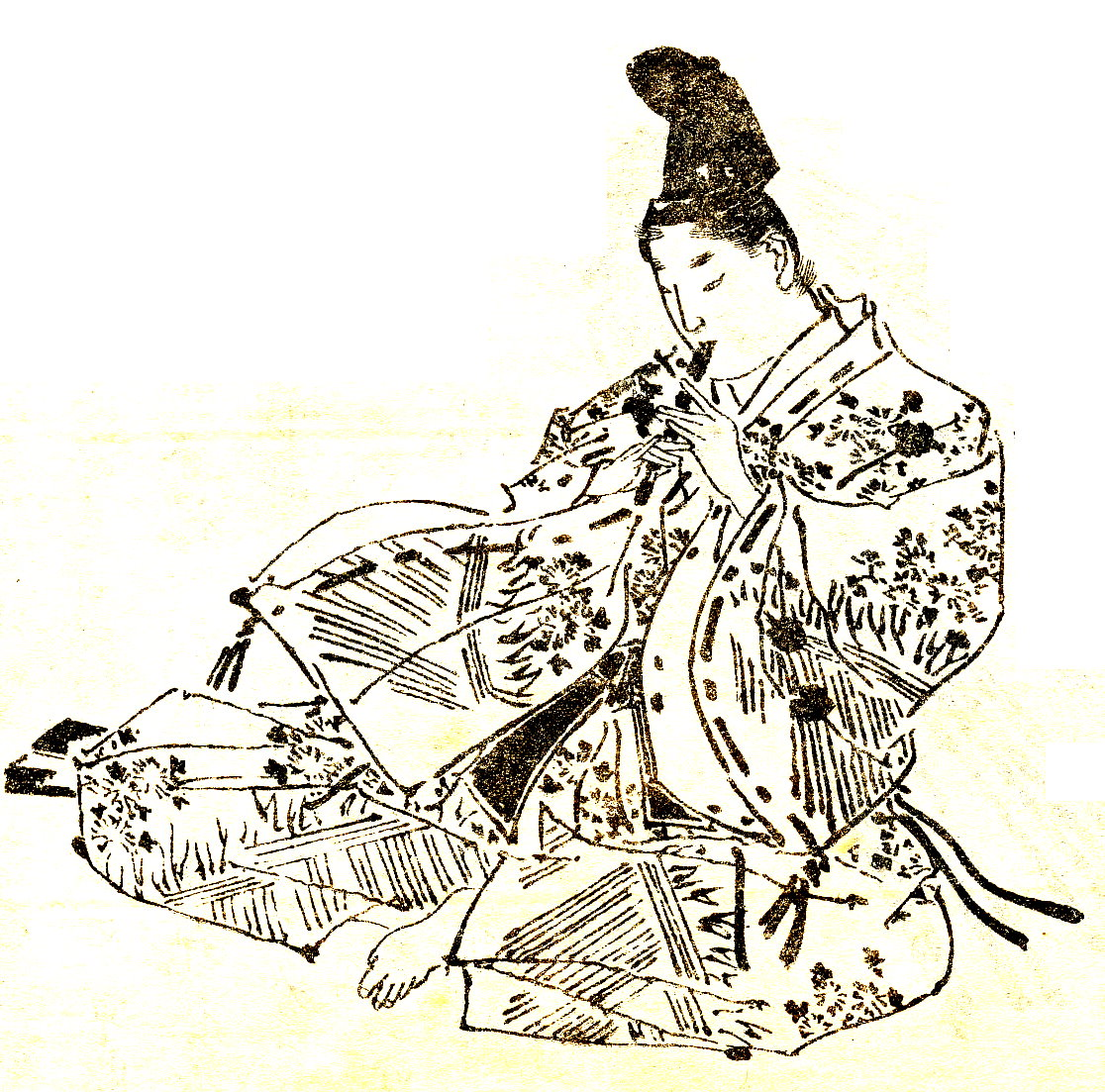
Taira no Atsumori

Taira no Atsumori (japanisch 平 敦盛; geboren 1169; gestorben 20. März 1184 in Ichi-no-Tani, Provinz Settsu) war ein Mitglied des japanischen Taira-Klans in der späten Heian-Zeit.

## Leben und Wirken
Taira no Atsumori war der jüngste Sohn von Taira no Tsunemori (平 経盛; 1096–1153). Obwohl er zum „Junior Fifth Rank, Lower Grade“ (従五位下, Jugo ige) befördert worden war, wurde er „Mukan no Tayū“ (無官大夫) – etwa „Haushofmeister ohne Anstellung“ genannt, weil er kein Regierungsamt innehatte. Im Februar 1184, als der Taira-Klan in der Schlacht von Ichi-no-Tani von den Streitkräften von Minamoto no Yoshitsune besiegt wurde, flohen die Taira aufs Meer. Atsumori, der zu diesem Zeitpunkt nicht fliehen konnte, wurde von Kumagai Naozane (1141–1208) aus der Provinz Musashi auf der Seite der Minamoto, gefangen genommen und getötet.
Atsumori war ein Meisterflötenspieler und soll eine berühmte Flöte, „Saeda“ (小枝), bei sich gehabt haben, die ihm sein Großvater Taira no Tadamori (1095–1153) geschenkt hatte. Der seinerseits hatte sie vom Kaiser Toba erhalten. Die Geschichte von Kumagai Naozane, der Atsumori tötete und Mönch wurde, nachdem er die Überflüssigkeit des Lebens gespürt hatte, ist als Kapitel „Ichi-no-tani Futaba Gunki“ (一谷嫩軍記) in dem Geschichtswerk „Heike Monogatari“ enthalten. An Atsumori wird auch gedacht in dem Kowaka-Tanz „Atsumori“ (敦盛), in dem frühen Nō-Theaterstück  „Atsumori“ (1446), im „Jōruri“-(浄瑠璃)-Theaterstück „Ichi-no-tani Futabagu gunki“ (一谷嫩軍記) und an anderen Stellen.